# Вінцентівська волость
Вінцентівська волость — історична адміністративно-територіальна одиниця Васильківського повіту Київської губернії з центром у селі Телешівка.
Станом на 1886 рік складалася з 8 поселень, 7 сільських громад. Населення — 8311 осіб (4141 чоловічої статі та 4170 — жіночої), 998 дворових господарства.
На початку 1910-х років зі складу волості було виділено нову Бакумівську волость (села Бакумівка, Ромашки, Телешівка, Шарки).
|                     | Площа, десятин | У тому числі орної, дес. |
| ------------------- | -------------- | ------------------------ |
| Сільських громад    | 8637           | 6516                     |
| Приватної власності | 3842           | 3174                     |
| Казенної власності  | 3049           | 2855                     |
| Іншої власності     | 180            | 163                      |
| Загалом             | 15708          | 12708                    |

Основні поселення волості:
- Телешівка — колишнє власницьке село при річці Горохуватка, 1726 осіб, 292 двори, православна церква, 2 постоялих будинків, 3 лавки.
- Бакумівка — власницьке село, 1151 особа, 208 дворів, каплиця, церковно-парафіяльна школа, 5 вітряків, 1 топчак при 2 робітниках, 1 казена винна лавка.
- Вінцентівка — колишнє власницьке село при річці Горохуватка, 2450 особи, 327 дворів, православна церква, школа, 5 постоялих будинків, 3 лавки, 3 вітряних млини.
- Ліщинка — колишнє власницьке село при річці Расівка, 448 осіб, 54 двори, православна церква, школа.
- Луб'янка — колишнє власницьке село, 299 осіб, 34 двори, православна церква, вітряний млин.
- Оксентівка (тепер частина Луб'янки) — колишнє власницьке село, 503 особи, 61 двір, православна церква, 2 постоялих будинки.
- Спендівка — колишнє власницьке село, 1428 осіб, 169 дворів, православна церква, школа, 3 постоялих будинки.

Старшинами волості були:
- 1909—1910 року — Є. І. Подмріней[2],[3];
- 1912—1915 роках — Юхим Григорович Підлужний[4],[5],[6].